# Le Ranch de la malchance (album)
Le Ranch de la malchance est le septième album de la série Jerry Spring créée par Jijé, sorti en 1959. Il comprend trois histoires complètes : le Ranch de la malchance, Enquête à San Juan et le Testament de l'Oncle Tom.